# Myrmecina
|  | No s'ha de confondre amb Myrmecia o Myrmica. |

Myrmecina és un gènere de formigues de la subfamília dels mirmicins (Myrmicinae). Es distribueix per les regions holàrtica i Indomalaia, incloent-hi la península Ibèrica.

## Espècies
El gènere Myrmecina inclou 105 espècies, de les que només una viu a la península Ibèrica:
- Myrmecina graminicola (Latreille, 1802)